# Tomé
Tomé är en ort i Chile.   Den ligger i provinsen Provincia de Concepción och regionen Región del Biobío, i den södra delen av landet, 400 km sydväst om huvudstaden Santiago de Chile. Tomé ligger 16 meter över havet och antalet invånare är 46 698.
Terrängen runt Tomé är platt norrut, men österut är den kuperad. Havet är nära Tomé västerut. Runt Tomé är det ganska tätbefolkat, med 62 invånare per kvadratkilometer.. Närmaste större samhälle är Talcahuano, 18,6 km sydväst om Tomé. 